# بارسا (شهدا بهشهر)
بارسا (بالفارسية: پارسا) هي قرية تقع في إيران في قسم شهدا الريفي. يقدر عدد سكانها بـ 112 نسمة بحسب إحصاء 2016.